# فسفرة ضوئية

عملية فسفرة ضوئية غير حلقية

الفسفرة الضوئية أو الفسفتة الضوئية  هي عملية فسفرة تحدث في عملية التركيب الضوئي يتم فيها إدخال وحدة فوسفات إلى جزيء أدينوسين ثنائي الفوسفات ADP ليصبح أدينوسين ثلاثي الفوسفات ATP، وذلك باستخدام طاقة الشمس. يعد هذا التفاعل أساسي لاستمرار الحياة، إذ أن جزيء ATP هو الحامل للطاقة في العديد من المتعضيات الحية.
تستخدم طاقة الشمس في الفسفرة الضوئية من أجل تشكيل مانح إلكترون مرتفع الطاقة ومستقبل إلكترون منخفض الطاقة، بحيث أن الإلكترونات تنتقل بشكل تلقائي من المانح إلى المستقبل عبر سلسلة نقل الإلكترون.

## اقرأ أيضاً
- فسفرة
- فسفرة تأكسدية